# Bristol Phoenix
El Phoenix fue una versión experimental del motor Pegasus de la Bristol Aeroplane Company, adaptado para funcionar con el ciclo diésel. Se cosntruyeron sólo unos pocos ejemplares entre 1928 y 1932, aunque los ejemplares colocados en el Westland Wapiti tuvieron el récord de altura para aviones con motores diésel de 8.368 m, obtenido el 11 de mayo de 1934 hasta la Segunda Guerra Mundial. La pricnipal ventaja del Phoenix era una mayor eficiencia del combustible en crucero, por arriba del 35%.

## Variantes
- Phoenix I: - Versión diésel del Pegasus IF, 380 hp.
- Phoenix IIM: - Versión diésel parcialmente sobrecargado del Pegasus IM, 470 hp.

## Aplicaciones
- Westland Wapiti

## Especificaciones (Phoenix I)[2]
- Tipo: Motor radial de 9 cilindros diésel enfriado por aire
- Diámetro: 146 mm
- Carrera: 190 mm
- Cilindrada: 28,7 l
- Largo: 1.111 mm
- Diámetro del motor: 1.403 mm
- Peso: 484 kg
- Válvulas: A la cabeza, dos de escape y dos de admisión por cilindro
- Combustible: gasóleo
- Potencia: 380 hp (283 kW) a 2.000 rpm al nivel del mar
- Compresión: 14:1
- Potencia/cilindrada: 13,43 hp/l (9,9 kW/l)
- Potencia/peso: 0,79 hp/kg (0,6 kW/kg)